# Адамонис, Марюс
Марюс Адамонис (лит. Marius Adamonis; род. 13 мая 1997, Паневежис) — литовский футболист, вратарь итальянского клуба «Катания».

## Клубная карьера
Воспитанник Академии футбола Паневежиса. В 2015 году перешёл в клуб Высшей лиги Литвы «Атлантас». 26 сентября 2015 года он Дебютировал в чемпионате Литвы против клуба «Утенис» (1:0). 
В январе 2016 года на полгода был арендован английским клубом «Борнмут», однако за основную команду не играл. 29 августа 2016 года подписал контракт с итальянским клубом «Лацио». В сезоне 2017/18 был отдан в аренду в клуб «Салернитана», за который сыграл 7 матчей в Серии В. Сезон 2018/19 также провёл в аренде, в клубе Серии С «Казертана», в котором провёл 23 матча.

## Международная карьера
В июне 2019 году впервые был вызван в сборную Литвы на матчи отборочного турнира чемпионата Европы 2020 со сборными Люксембурга и Сербии, однако на поле не вышел. Дебютировал за основную сборную Литвы в матче за третье место Кубка Балтии 2022 года против Эстонии, отыграв полный матч и пропустив два мяча.